# Faccia tosta
Faccia tosta è stato un programma televisivo italiano di genere varietà, andato in onda su Rai 1 in prima serata nel periodo autunno-inverno 1997-1998. La conduzione era affidata a Teo Teocoli e Wendy Windham

## Il programma
Venne trasmesso in 13 puntate, comprese fra il 9 ottobre 1997 e il 1º gennaio 1998. Era un varietà di intrattenimento che si basava sulla sfida in esibizioni comiche o musicali fra personaggi famosi che partecipavano sotto mentite spoglie.
Fra i personaggi che intervennero nella trasmissione vi furono Claudia Koll, Gigi Sabani, Stefano Masciarelli, Mandi Mandi, Nino Frassica, Gina Lollobrigida, Barbara d'Urso, Mietta, Brigitte Nielsen, Laura Freddi, Afef Jnifen, Carlo Conti, Lucio Caizzi, Alessandro Paci, Gaetano Gennai, Cristiano Militello e le ex-Miss Italia Denny Méndez, Nadia Bengala, Anna Valle, Alessandra Meloni e Gloria Zanin. Durante ogni puntata il pubblico da casa poteva esprimere una preferenza per il concorrente preferito attraverso il televoto.